# 이희명
이희명(1964년 7월 26일 ~ )은 대한민국의 텔레비전 드라마작가이다. 1993년 데뷔 후 남성 작가로서는 드물게 로맨틱 코미디에서 두각을 나타내며 많은 흥행작들을 집필하고 있다.

## 학력
- 고려대학교 불어불문학 학사[1]

## 생애
1993년 SBS 드라마 《공룡선생》으로 드라마 작가에 데뷔했다. 1998년 《미스터Q》는 당시 최고시청률 45.3%(이하 닐슨코리아 기준)을 기록하며 큰 화제를 몰고 왔고, 당시 주인공인 김민종과 김희선이 스타덤에 올랐음에도 그 해 말 개최된 제 11회 한국방송작가상 드라마 부문 최종 후보에 올랐지만 "순수 창작물"이란 규정에 미달되어 탈락했으며 SBS는 우여곡절 끝에 자회사 SBS 프로덕션 외주제작 드라마 《은실이》로 제 12회(<은실이>와 같은 외주제작사(SBS 프로덕션) 작품인 <모래시계>(8회)에 이어 두 번째 한국방송작가상 드라마 부문 SBS 수상) 드라마 수상의  영예를 안을 수 있었다.
1999년 드라마 《토마토》가 시청률 52.7%라는 경이적인 기록을 선보이기도 했다. 2002년 《명랑소녀 성공기》를 통해 또다시 44.6%를 기록하는 기염을 토했다.
하지만, 2003년 《요조숙녀》 가 극의 흐름이 부자연스러웠던 데다가 수많은 트렌디 드라마에서 지겹도록 구사되어  진부하며 식상하기까지 한 소재와 구도, 장치를 그대로 활용했다는 지적이 있었고 20%초반의 시청률로 기대 이하의 성적에 그친 데다 2004년 부인상까지 당해 한동안 집필활동을 중단했다가  2006년 《불량가족》을 집필한 후 6년만인 2012년 《옥탑방 왕세자》로 돌아왔는데 이 작품은 외주제작사 SBS 플러스가 SBS 프로덕션의 유일한 적자사업이었던 제작부문을 2009년 7월 합병한 뒤 처음 제작한 SBS의 평일 미니시리즈였지만 캐스팅 문제 뿐 아니라  마지막회에서 조선시대가 배경임에도 가로등-스피커-안내판까지 고스란히 전파를 탔다는 지적을 사 기대 이하의 성적에 그쳤다.
2013년에는 드라마 《야왕》을 통해서 30%에 육박하는 시청률을 달성하는 저력을 보였으며 《옥탑방 왕세자》외주제작사 SBS 플러스는 이 작품의 실패 후 한동안 평일 미니시리즈 제작을 하지 않았다가 본인(이희명) 집필작인 2015년 SBS 수목극 《냄새를 보는 소녀》로 평일 미니시리즈 제작을 재개했으나 캐스팅 문제 외에도 원작이  추리, 공포, 스릴러 등의 분위기로 인기를 끌었던 것에 비해 드라마는 '스릴러 로맨틱 코미디'라는 애매하고 난해한 장르 설정으로 기존 팬들과 새로운 팬들에게 불신감을  안겨줘 초반 시청률 부진을 면치 못했지만 그 이후 시청률 상승세를 보였음에도 《냄새를 보는 소녀》를 끝으로  평일 미니시리즈 제작에서 손을 뗐다.

## 시청률
이희명 작가는 높은 시청률을 기록한 드라마를 집필한 것으로 유명하다.
| 작품              | 시청률                          |
| ----------------- | ------------------------------- |
| <미스터Q>         | 45.3%                           |
| <토마토>          | 52.7% (역대 드라마 시청률 19위) |
| <수호천사>        | 31.8%                           |
| <명랑소녀 성공기> | 44.6%                           |
| <옥탑방 왕세자>   | 17.3% (동시간대 1위)            |
| <야왕>            | 30.7%                           |

수치적인 측면 뿐만 아니라, <미스터Q> - <토마토> - <수호천사> - <명랑소녀 성공기>로 이어지는 이 작가의 집필 작품들은 한국 드라마계에 트렌디 드라마 열풍을 불러왔다는 점에서 의미있다. 또한 이 작가의 작품들은 김희선, 김민종, 송윤아, 장나라 등 최고의 스타들을 양산했다. 최근에는 <옥탑방 왕세자>, <냄새를 보는 소녀>에서 연이어 배우 박유천을 캐스팅하면서 호흡을 맞춰 박유천을 로맨틱 코미디 전문 배우로 발돋움시켰다.

## 공백기와 복귀
2000년대 통통 튀는 트렌디 드라마를 대거 히트 시키던 이희명 작가는 2006년 <불량가족>을 마지막으로 긴 공백기에 들어갔다. 6년에 걸친 공백기 끝에, 이 작가는 <옥탑방 왕세자>로 드라마 계에 복귀했다. <옥탑방 왕세자>는 타임슬립 사극로맨스 드라마로, '300년이 지나도 당신을 사랑합니다.'라는 강렬한 여운을 남기며 열린 결말로 종영했다.
시청자들 사이에서는 작가의 이전 작품색과는 확연히 달라진 복귀작에 대하여 의견이 분분했다. 작가의 기존 집필작들의 트렌디함과 발랄함 대신 그 자리에 다소 짙어진 감정선과 눈물, 깊은 울림이 남았다. 그 변화의 이유는 작가의 개인사에 있었는데, 이희명 작가는 아내와의 사별로 인하여 6년간 절필을 하였다고 전해진다. 작가의 복귀작인 <옥탑방 왕세자>는 사별한 부인에게 전하고 싶은 메시지가 가득 담긴 드라마였다. 작가의 개인적인 아픔과 그늘은 작품으로 승화되어 죽음, 세월이 갈라놓을 수 없는 주인공들의 사랑을 그려내었다. 작가의 사연이 밝혀지며 <옥탑방 왕세자>는 억겁의 시간이 지나도 변하지 않는 사랑이라는 애절한 메시지를 시청자들에게 더욱 진하게 남겼다.

## 저작권 침해 논란
2013년 8월말 이희명 작가는 저작권 침해 판정을 받아 방송작가협회에서 제명된 바 있다. 이는 드라마 《야왕》을 집필하면서 최란 작가의 초반 설정을 그대로 사용했다는 의혹으로 저작권 침해 시비가 불거졌다.
하지만 이희명 작가는 이를 부인하며 제명처분의 무효를 주장하는 소를 제기, 승소하였다. 서울남부지방법원은 이 소에 대하여 저작권을 침해하지 않았다고 판단, 한국방송작가협회의 제명처분에 대해 무효를 판결했으나, 최란작가의 아이디어를 차용했다는 것은 인정하였다.  
이희명 작가는 승소한 이후 제명 처분을 내린 한국방송작가협회를 상대로 명예훼손 형사 고소를 제기했다. 이 작가는 강력한 법적 대응을 고수하겠다는 의지를 밝히며, 한국방송작가협회의 이금림 이사장을 지난 4일 '출판물에 의한 명예훼손' 혐의로 서울 영등포경찰서에 형사 고소하였으나  무혐의로 종결되었다. 작가는 인터뷰에서 "어처구니 없는 표절 시비와 협회의 폭력에 가까운 일방적 제명처분 발표로 나 개인뿐 아니라 나의 가족이 심각한 고통을 겪었다. 법정 투쟁을 통해서 진실과 명예를 되찾아 가족에게 웃음을 돌려주고 싶다"고 밝혔다.

## 참고 사항
- 본인의 전 집필작 중 하나인 SBS 요조숙녀를 통해 첫 드라마 고정 배역[17]을 맡았던 신정환은 불미스러운 일로 인하여 뒷날 지상파 3사 출연금지 명단에 올라야 했으며 본인의 집필작이자 SBS 플러스의 첫 번째 평일 미니시리즈 제작 작품인 옥탑방 왕세자, SBS 플러스의 두 번째 평일 미니시리즈 제작 작품이었던 냄새를 보는 소녀 주인공인[18] 박유천은 뒷날 불미스러운 일로 인해 KBS,MBC 뿐 아니라 SBS에서도 출연금지 명단에 올라야 했다.

## 집필 작품
SBS <공룡선생> (1993년 10월 22일~1995년 3월 3일)

SBS <열정시대> (1993년 1월 5일~1994년 1월 26일)

SBS <도시남녀> (1996년 2월~ 1996년 11월)

SBS <재동이> (1997년 3월 10일~1997년 4월 21일)

SBS <미스터Q> (1998년 5월 20일~1998년 7월 16일)

SBS <토마토> (1999년 4월 21일~1999년 6월 19일)

SBS <팝콘> (2000년 5월 24일~2000년 7월 13일)

SBS <수호천사> (2001년 8월 1일~2001년 9월 20일)

SBS <명랑소녀 성공기> (2002년 3월 13일~2002년 5월 2일)

SBS <얼음꽃> (2002년 9월 16일~2003년 3월 1일)

SBS <요조숙녀> (2003년 8월 13일~2003년 10월 2일)

SBS <불량가족> (2006년 3월 22일~2006년 5월 11일)

SBS <박치기왕> (2006년 1월 30일~2006년 1월 30일)

SBS <옥탑방 왕세자> (2012년 3월 21일~2012년 5월 24일)

SBS <야왕> (2013년 1월 14일~2013년 4월 2일)

SBS <냄새를 보는 소녀> (2015년 4월 1일~2015년 5월 21일)

SBS <미녀 공심이> (2016년 5월 14일~2016년 7월 17일)

SBS <다시 만난 세계> (2017년 7월 19일~2017년 9월 21일)

## 도서
《명랑소녀 성공기 1》 (2002년, 창작시대) 

《명랑소녀 성공기 2》 (2002년, 창작시대)